# Saulkrastu pagasts
Saulkrastu pagasts er en territorial enhed i Saulkrastu novads i Letland. Pagasten etableredes i 1967, havde 2.845 indbyggere i 2010 og 2781 indbyggere i 2016 og omfatter et areal på 41,70 kvadratkilometer. Hovedbyen i pagasten er Saulkrasti.